# Hänge um Meusebach und im Rotehofbachtal
Hänge um Meusebach und im Rotehofbachtal este o arie protejată (arie specială de conservare — SAC, sit de importanță comunitară — SCI) din Germania întinsă pe o suprafață de 460 ha, integral pe uscat.

## Localizare
Centrul sitului Hänge um Meusebach und im Rotehofbachtal este situat la coordonatele 50°48′24″N 11°42′56″E / 50.8067°N 11.7156°E.

## Înființare
Situl Hänge um Meusebach und im Rotehofbachtal a fost declarat sit de importanță comunitară în iunie 2004 pentru a proteja 5 specii de animale. Situl a fost protejat și ca arie specială de conservare în iulie 2008.

## Biodiversitate
Situată în ecoregiunea continentală, aria protejată conține 3 habitate naturale: Cursuri de apă de la nivel de câmpie la nivel montan, cu vegetație Ranunculion fluitantis și Callitricho-Batrachion, Păduri de fag Luzulo-Fagetum, Păduri aluvionare cu Alnus glutinosa și Fraxinus excelsior (Alno-Padion, Alnion incanae, Salicion albae).
La baza desemnării sitului se află mai multe specii protejate:
- păsări (4): pescăruș albastru (Alcedo atthis), barză neagră (Ciconia nigra), ciocănitoare neagră (Dryocopus martius), ciocănitoare verzuie (Picus canus)
- mamifere (1): liliac cu urechi mari (Myotis bechsteinii)

Pe lângă speciile protejate, pe teritoriul sitului au mai fost identificate 1 specie de plante, 1 specie de amfibieni, 2 specii de mamifere, 1 specie de nevertebrate.